# Jeremy (pesem)
»'Jeremy« je šesta skladba z debitantskega albuma Ten skupine Pearl Jam.
Besedilo pesmi je napisano o kratkem življenju Jeremyja Wadea Dallea, ki se je pri 16. letih ustrelil med poukom. Glavna tema pesmi je starševsko neukvarjanje z njihovim otrokom, ki je bil tarča posmeha in zbadanja sošolcev. 
Spornost videospota mu je prinesla cenzura, zaradi katere so morali odstraniti nekaj scen, ki pa so pomembneje vplivale na prikaz zgodbe. To je med nepoznavalci besedila povzročilo mnogo nerazumevanja pesmi in posledično skupine.